# Marcus Herennius (Konsul 93 v. Chr.)

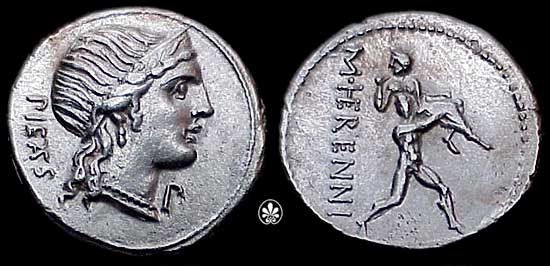
Denar des Münzmeisters M. Herennius. Vorderseite: Kopf der Pietas mit Diadem nach rechts, Rückseite: Einer der catanäischen Brüder, seinen Vater auf den Schultern tragend und nach rechts laufend.

Marcus Herennius war ein Politiker der späten Römischen Republik.
Etwa 108 oder 107 v. Chr. war Herennius triumvir monetalis (Münzmeister). Spätestens im Jahr 96 v. Chr. muss er das Amt eines Prätors bekleidet haben, da er 93 v. Chr. als erster Angehöriger seiner Familie (homo novus)  zum Konsulat gelangte. Herennius konnte sich dabei gegen Lucius Marcius Philippus durchsetzen, der erst zwei Jahre später das Konsulat erreichte. Marcus Tullius Cicero erwähnt Herennius als mittelmäßigen Redner.